# Fun Home
Fun Home. Tragikomiks rodzinny – graficzny pamiętnik Alison Bechdel, autorki serii komiksów Dykes To Watch Out For. Książka jest kroniką dzieciństwa i dojrzewania autorki na pensylwańskiej wsi, skupiającą się na ukazaniu złożonej relacji córki z ojcem. Książka zawiera tematy takie jak orientacja seksualna, role płciowe, samobójstwo, życie rodziny dysfunkcyjnej oraz znaczenie literatury w zrozumieniu siebie i rodziny. Napisanie i stworzenie rysunków do Fun Home zajęło Bechdel 7 lat. W Polsce wyszedł wspólnym nakładem wydawnictw Timof i cisi wspólnicy i Abiekt.pl.
Fun Home okazał się sukcesem i został umieszczony na liście The New York Times Best Seller, utrzymując się na niej przez 2 tygodnie. Sean Wilsey napisał o komiksie w The New York Times Sunday Book Review: „pionierska praca, popychająca dwa gatunki literackie (komiks i pamiętnik) w wiele nowych kierunków”. Fun Home został umieszczony na wielu listach najlepszych książek 2006 roku, na niektórych zajmując nawet 1. miejsce. Książka została także nominowana do licznych nagród, w tym do National Book Critics Circle Award oraz trzech Eisner Awards (z czego jedną wygrała). Francuskie tłumaczenie Fun Home było drukowane w dzienniku Libération; komiks był przedmiotem konferencji akademickiej we Francji oraz wielu publikacji akademickich w dziedzinach takich jak studia biografii oraz kulturoznawstwo, co zaowocowało inwestycją w studia na temat komiksu.
Fun Home wywołał również kontrowersje: biblioteka publiczna w Missouri usunęła komiks z półek na 5 miesięcy po tym, jak mieszkańcy oburzyli się jego treścią.
Kontynuacja Fun Home, Are You My Mother?: A Comic Drama, opowiada o relacjach Alison Bechdel z matką.

## Treść
Narracja Fun Home jest rekursywna. Wydarzenia są wprowadzane, by następnie pojawić się ponownie w dalszej części utworu w nieco innej formie, w świetle nowych informacji i tematów. Co więcej, struktura książki oparta została na dygresjach do licznych dzieł literatury, mitów greckich i sztuki wizualnej; wydarzenia z dzieciństwa i okresu dojrzewania Bechdel zaprezentowane są właśnie przy pomocy takich dygresji.
Pamiętnik skupia się na życiu rodziny Alison Bechdel, ale główna uwaga zwrócona jest w stronę jej relacji z ojcem Bruce'em. Bruce Bechdel to przedsiębiorca pogrzebowy i nauczyciel angielskiego w liceum w Beech Creek, gdzie dorastali Alison i jej rodzeństwo. Tytuł książki pochodzi od przezwiska jakiego rodzina używała do określenia domu pogrzebowego (ang. funeral home) w którym dorastał, a później również pracował Bruce Bechdel. Zawód przedsiębiorcy pogrzebowego i nauczyciela wykonywane przez ojca Alison znajdują odbicie w książce w rozważaniach na temat śmierci literatury.
Początek książki skupia się na obsesji Bruce'a Bechdela, która polega na ciągłym odnawianiu i restaurowaniu ich wiktoriańskiego domu, związanej z emocjonalnym zdystansowaniem od rodziny, które wyraża poprzez chłodne relacje z nimi, a niekiedy również wybuchy wściekłości. Jego dystans do rodziny jest z kolei powiązany ze skrywanym homoseksualizmem. Bruce Bechdel utrzymywał relacje z mężczyznami będąc na wojnie oraz później ze swoimi uczniami, niektórzy byli także przyjaciółmi rodziny. W wieku 44 lat, 2 tygodnie po tym jak jego żona zażądała rozwodu, wszedł pod koła ciężarówki i zginął. Mimo niejasnych dowodów, Alison Bechdel uznała, że było to samobójstwo.
Historia opisana w komiksie opowiada także o zmaganiach autorki z jej własną seksualnością, osiągając katharsis w momencie kiedy Alison Bechdel orientuje się, że jest lesbijką i ujawnia się przed rodzicami. Książka wiernie opisuje rozwój jej seksualności dzięki zawartym w niej zapisom jej pamiętnika z dzieciństwa oraz opowieściom o jej pierwszych doświadczeniach z jej dziewczyną, Joan. Oprócz orientacji seksualnej, Alison i Bruce Bechdel dzielą także skłonności do zaburzeń obsesyjno-kompulsyjnych oraz zamiłowanie do sztuki, jednak w zupełnie różnych stylach: „Mój ojciec [był] Ateńczykiem a ja Spartaninem, on Biedermeier, ja Bauhaus, piękny i bestia, esteta kontra pragmatyk”.